# 戴儒
戴儒（？年—？年），江西饶州府德兴县人，民籍。明朝政治人物。

## 生平
正德八年（1513年）癸酉科江西鄉試舉人，嘉靖五年（1526年）丙戌科三甲四十九名進士，授行人司行人，八年四月选授刑科給事中，九年六月升工科右，清查各监局匠役，歷升工科都給事中，十二年四月因科道互相纠察，被令冠带闲住。十七年四月起用为刑科都，十八年八月升太僕寺少卿，遷大理寺右少卿，二十二年十月升應天府府尹，二十三年八月升都察院右佥都御史、巡抚四川，给事中徐养正弹劾戴儒奸贪不堪重寄，命以原官致仕。